# Annie M.G. Schmidt

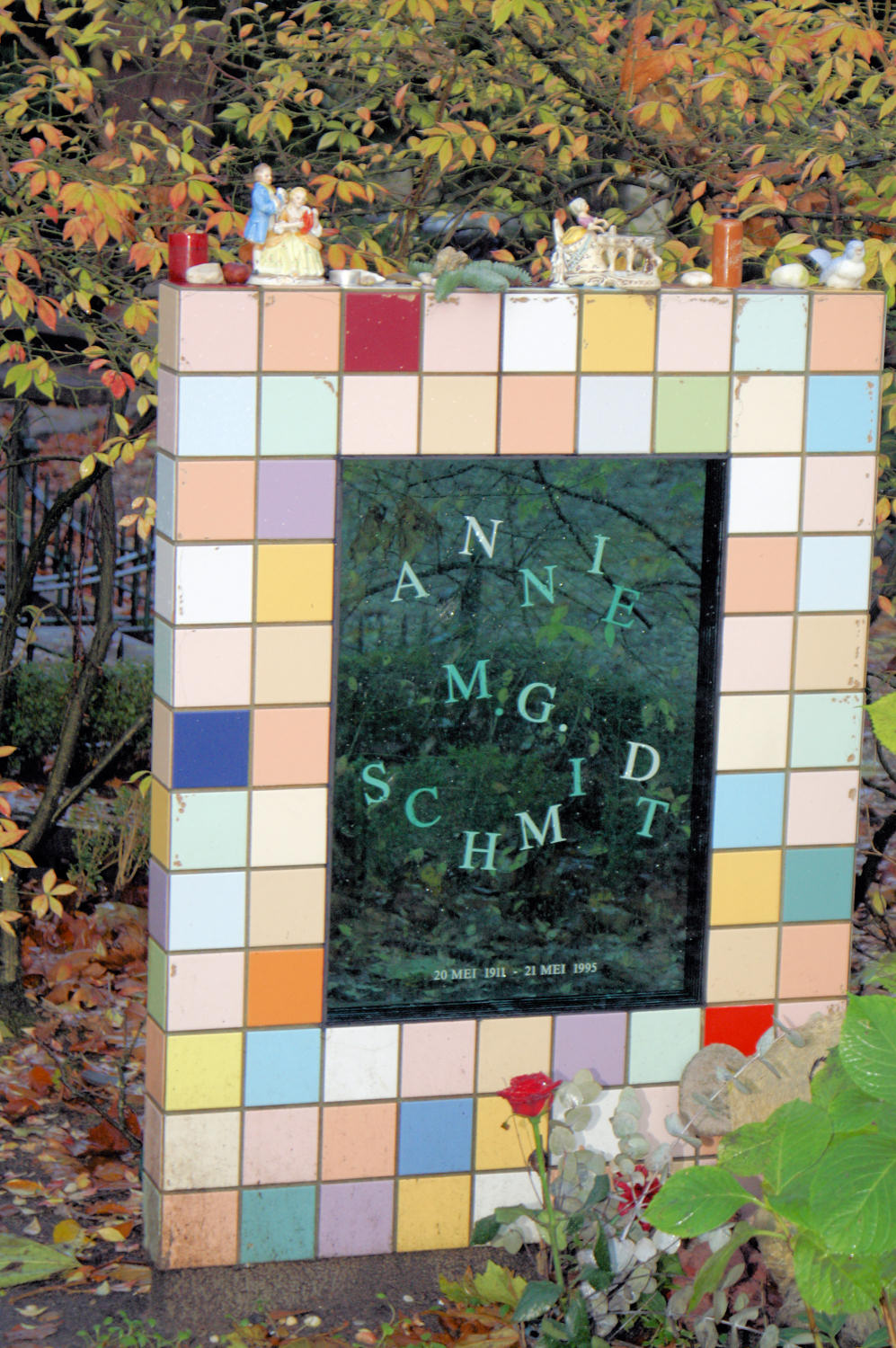
Gravsten för Annie M.G. Schmidt.

Annie M.G. Schmidt (uttal: [ʃmit]), egentligen van Duyn-Schmidt, född 20 maj 1911 i Kapelle, död 21 maj 1995 i Amsterdam, var en nederländsk författare.
Hon skrev dikter, sånger, episka texter, pjäser, musikaler och även radio- och TV-dramatik. Hon är mest känd för sina barnböcker som hon senare fick H.C. Andersen-medaljen för 1988. Schmidts verk präglas av hennes humor och språkkänsla. 

## Biografi
Schmidt var dotter till Johannes Daniël Schmidt, som från 1909 var predikant i Kapelle, och Geertruida Maria Bouhuijs. Hon arbetade först som bibliotekarie i Amsterdam och Vlissingen. Efter andra världskriget arbetade hon 1946 som informationsspecialist och senare runt 1958, som redaktör på tidningen Het Parool från Amsterdam.
Schmidt hade från 1950 en relation med kemisten Dick van Duijn, som var gift. Med honom fick hon en son Flip, som regelbundet förekom i hennes senare verk. Tillsammans med Van Duijn bodde hon från 1954 omväxlande på Franska Rivieran och i Berkel en Rondenrijs. Amsterdam blev för henne den plats där hon helst tillbringade sin tid. Efter van Dijns självmord 1981 bodde hon från 1982 på Vossiusstraat i Amsterdam.
1991 slutade hon skriva efter sin, dåligt mottagna, teaterpjäs We hebben samen een paard. Hon var då nästan blind. Efter ett fall i januari 1994, och som ett resultat därav en höftoperation och rehabilitering, beslöt hon att själv ta tag i göromål kring sin egen bortgång. Hon bokade tid hos sin husläkare som informerades om hennes tankar kring aktiv dödshjälp. Dagen efter sin åttiofjärde födelsedag hittades hon död.

## Yrkesliv
Annie M.G. Schmidts litterära karriär startade i början av 1950-talet med sånger och manus för teater, radio- och tv-program, samt spalter för tidningar och barnböcker. Då Schmidt arbetade på tidningen Het Parool blev hon medlem i kabarégruppen "De inktvis". När hon skrev texter använde hon initialerna M. G. för att inte sammanblandas med en annan författarinna. I början skrev Schmidt Kabarétexter åt bland andra Wim Kan, Wim Sonneveld och Conny Stuart. Som författare blev hon känd för radiopjäsen In Holland staat een huis som handlade om familjen Doorsnee. Den spelades i 91 episoder som gjordes 1952–1958. En känd låt ur den radiopjäsen hette "Ali Cyankali" med musik av Cor Lemaire.
Genom att hennes verk ofta var mycket gladlynta blev hon älskad av sin publik. Hennes verk höll hög kvalité men i sina tidiga texter drog hon sig inte för att använda ett ganska rått språk. Vid ett tillfälle blev det starka reaktioner efter en radiopjäs där lyssnarna klagade. 
1965 skrev Schmidt texten till den första nederländska musikalen Heerlijk duurt het langst, som spelades 534 föreställningar. Harry Bannink komponerade musiken. Mellan 1966 och 1968 följde, den med tiden legendariska, TV-serien Ja zuster, nee zuster, återigen i samarbete med Bannink. Många musikaler följde, exempelvis en nu naar bed (1971) och Foxtrot (1977). Pjäsen Er valt een traan op tompoes (1980) befäste hennes ställning som pjäsförfattare. Också TV-serien Pleisterkade 17 hade mellan 1975 och 1977 stor succé. Förutom detta skrev hon mycket för barn och de mest kända barnböckerna är böckerna om barnen Jip och Janneke som illustrerades av Fiep Westendorp. Hennes sista bok, Wat Ik Nog Weet, som handlade om egna barndomsminnen, kom ut 1992. 
Hennes liv blev föremål för teaterpjäser 2003 och 2009, och hennes litterära arbeten fortsätter att tryckas, och hennes teaterföresställningar spelas fortfarande.